# Hémovanadine

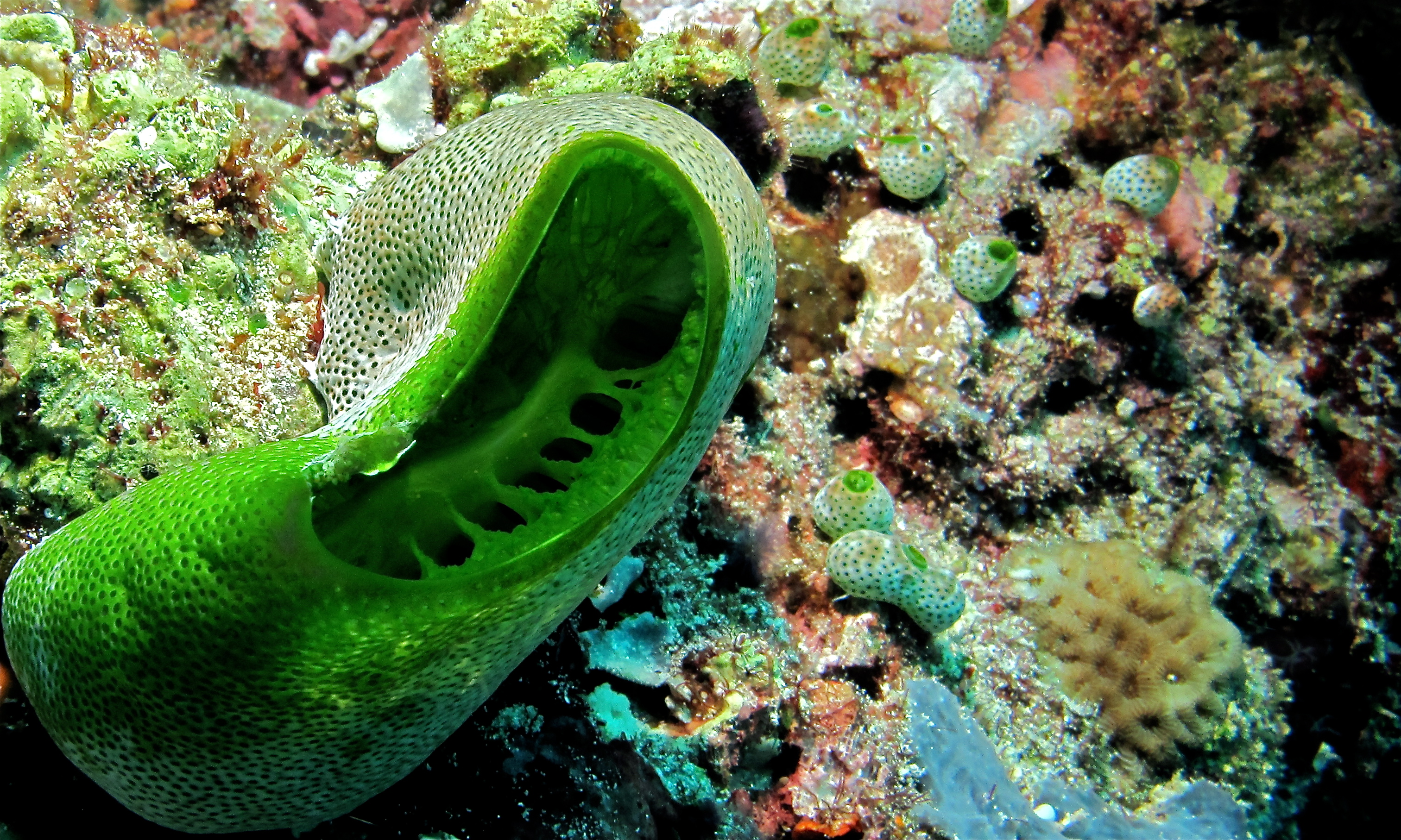
Didemnum molle

L'hémovanadine est une protéine de la famille des vanabines présente dans les vanadocytes, les cellules sanguines des Ascidies ainsi que d'autres organismes. C'est l'une des rares protéines connues contenant du vanadium,.
Le chimiste allemand Martin Henze fut le premier à détecter du vanadium chez les Ascidies en 1911,. Contrairement à l'hémocyanine et l'hémoglobine, l'hémovanadine ne transporte pas l'oxygène.